# خورخي رامون كاسيريس
خورخي رامون كاسيريس (بالإسبانية: Jorge Ramón Cáceres)‏ هو لاعب كرة قدم كولومبي وأرجنتيني، ولد في 7 يناير 1948 في سانتياغو ديل استيرو في الأرجنتين. شارك مع منتخب كولومبيا لكرة القدم. أما مع النوادي، فقد لعب مع أتليتيكو بوكارامانغا وأمريكا دي كالي وديبورتيفو بيريرا.

## وصلات خارجية
- خورخي رامون كاسيريس على موقع الاتحاد الدولي (مؤرشف)  (الإنجليزية)